# Мавритания на летних Олимпийских играх 2000
Мавритания на летних Олимпийских играх 2000 была представлена только в легкой атлетике.

## Результаты соревнований

### Лёгкая атлетика
Спортсменов — 2
Мужчины
| Дисциплина | Спортсмен                | Предварительный раунд | Предварительный раунд | Четвертьфиналы | Четвертьфиналы | Полуфиналы | Полуфиналы | Финал     | Финал     |
| Дисциплина | Спортсмен                | Результат             | Место                 | Результат      | Место          | Результат  | Место      | Результат | Место     |
| ---------- | ------------------------ | --------------------- | --------------------- | -------------- | -------------- | ---------- | ---------- | --------- | --------- |
| 1500 м     | Сиди Мохамед Оулд Биджел | 4:03,74               | 39                    | Не прошел      | Не прошел      | Не прошел  | Не прошел  | Не прошел | Не прошел |

Женщины
| Дисциплина | Спортсмен   | Предварительный раунд | Предварительный раунд | Четвертьфиналы | Четвертьфиналы | Полуфиналы | Полуфиналы | Финал     | Финал     |
| Дисциплина | Спортсмен   | Результат             | Место                 | Результат      | Место          | Результат  | Место      | Результат | Место     |
| ---------- | ----------- | --------------------- | --------------------- | -------------- | -------------- | ---------- | ---------- | --------- | --------- |
| 100 м      | Фатоу Диенг | 13,69                 | 81                    | Не прошла      | Не прошла      | Не прошла  | Не прошла  | Не прошла | Не прошла |